# Brooke Bloom
Brooke Bloom (* in Los Angeles, Kalifornien) ist eine US-amerikanische Schauspielerin.

## Leben und Karriere
Brooke Bloom ist seit 1999 als Schauspielerin tätig. Ihre erste Rolle übernahm sie bei einem Gastauftritt in der Serie Chicago Hope – Endstation Hoffnung. Es folgten Auftritte in Emergency Room – Die Notaufnahme, Felicity, Buffy – Im Bann der Dämonen und City of Angels. 2000 übernahm sie eine Nebenrolle in der Romcom Forever Lulu. 
Anschließend folgten Serienauftritte in Cold Case – Kein Opfer ist je vergessen, New York Cops – NYPD Blue, Everwood, Without a Trace – Spurlos verschwunden, In Justice, Ehe ist… und Law & Order. Von 2004 bis 2009 war sie wiederkehrend in der Serie CSI: Miami in der Rolle der Cynthia Wells  zu sehen. 2006 übernahm sie eine Nebenrolle als Jen im Slasherfilm All the Boys Love Mandy Lane. Auch in den Filmen Die Solomon Brüder, Terra, Nur über ihre Leiche, Er steht einfach nicht auf Dich und Extrem laut & unglaublich nah übernahm sie Nebenrollen. Von 2013 bis 2014 spielte Bloom die Rolle der Julie Carrell in der kurzlebigen Sitcom Alpha House. 2014 übernahm sie als Ronah im Dramafilm She's Lost Control die Hauptrolle, der für zwei Independent Spirit Awards nominiert wurde. Sie selbst wurde beim Internationalen Filmfestival Thessaloniki als Beste Hauptdarstellerin ausgezeichnet. 
2016 übernahm sie eine Nebenrolle in der Serie Falling Water. Ein Jahr später war sie als Rebecca Rogers in der Serie Gypsy zu sehen. In der Serie Homecoming war sie als Pam in einer kleinen Rolle zu sehen. 2019 übernahm sie als Mary Ann eine Nebenrolle in Noah Baumbachs von der Kritik gelobter Tragikomödie Marriage Story. 2020 übernahm sie eine Nebenrolle in der dritten Staffel der Serie The Sinner.
Neben ihren Auftritten in Filmen und Serien steht Bloom auch regelmäßig auf der Theaterbühne und wurde unter anderem mit einem Drama Desk Award und dem Obie Award ausgezeichnet.

## Filmografie (Auswahl)
- 1999: Chicago Hope – Endstation Hoffnung (Chicago Hope, Fernsehserie, Episode 6x01)
- 1999: Emergency Room – Die Notaufnahme (ER, Fernsehserie, Episode 6x05)
- 1999: Felicity (Fernsehserie, Episode 2x06)
- 1999: Buffy – Im Bann der Dämonen (Buffy the Vampire Slayer, Fernsehserie, Episode 4x10)
- 2000: Forever Lulu
- 2000: City of Angels (Fernsehserie, 2 Episoden)
- 2001: Alpha Dreams (Fernsehserie, Episode 3x19)
- 2003: Cold Case – Kein Opfer ist je vergessen (Cold Case, Fernsehserie, Episode 1x03)
- 2003: JAG – Im Auftrag der Ehre (JAG, Fernsehserie, Episode 9x10)
- 2004: New York Cops – NYPD Blue (NYPD Blue, Fernsehserie, Episode 11x10)
- 2004: Everwood (Fernsehserie, Episode 3x06)
- 2004–2009: CSI: Miami (Fernsehserie, 16 Episoden)
- 2005: Without a Trace – Spurlos verschwunden (Without a Trace, Fernsehserie, Episode 4x02)
- 2006: In Justice (Fernsehserie, Episode 1x11)
- 2006: All the Boys Love Mandy Lane
- 2007: Ehe ist… (Til Death, Fernsehserie, Episode 1x14)
- 2007: Jake's Closet
- 2007: Die Solomon Brüder (The Brothers Solomon)
- 2007: Terra (Battle for Terra, Stimme)
- 2008: Nur über ihre Leiche (Over Her Dead Body)
- 2009: Law & Order (Fernsehserie, Episode 19x10)
- 2009: Er steht einfach nicht auf Dich (He's Just Not That Into You)
- 2010: Gabi on the Roof in July
- 2010: Good Wife (The Good Wife, Fernsehserie, Episode 1x17)
- 2010: In Plain Sight – In der Schusslinie (In Plain Sight, Fernsehserie, Episode 3x06)
- 2010: Ceremony
- 2010: The Right Bride – Meerjungfrauen ticken anders (Ceremony)
- 2010: Five Days Gone
- 2011: The Key Man
- 2011: Extrem laut & unglaublich nah (Extremely Loud & Incredibly Close)
- 2012: The Normals
- 2012: Open Five 2
- 2013: Person of Interest (Fernsehserie, Episode 2x14)
- 2013: Swim Little Fish Swim
- 2013: The New Normal (Fernsehserie, Episode 1x19)
- 2013–2014: Alpha House (Fernsehserie, 18 Episoden)
- 2014: She's Lost Control
- 2014: Louie (Fernsehserie, Episode 4x07)
- 2015: Devil Town
- 2016: BrainDead (Fernsehserie, 2 Episoden)
- 2016: Falling Water (Fernsehserie, 9 Episoden)
- 2017: Gypsy (Fernsehserie, 10 Episoden)
- 2018: New Amsterdam (Fernsehserie, Episode 1x02)
- 2018: Homecoming (Fernsehserie, 4 Episoden)
- 2019: Marriage Story
- 2019–2020: Evil (Fernsehserie, 2 Episoden)
- 2020: Minjan (Minyan)
- 2020: Bull (Fernsehserie, Episode 4x17)
- 2020: The Sinner (Fernsehserie, 6 Episoden)
- 2020: The Surrogate
- 2020: The Dark End of the Street
- 2020: The Good Lord Bird (Miniserie, Episode 1x01)
- 2021: Porcupine
- 2022: Kindred: Verbunden (Fernsehserie)

## Auszeichnungen und Nominierungen
Drama Desk Award
- 2016: Beste Hauptdarstellerin in einem Theaterstück für Cloud Nine

Obie Award
- 2015: Auszeichnung für ihre Leistung im Stück You Got Older